# Israel Rodríguez
Israel Rodríguez (Siviglia, 27 agosto 1981) è un pallavolista spagnolo.
Gioca nel ruolo di schiacciatore nel Club Voleibol Almería.

## Palmarès

### Club
- Campionato spagnolo: 3

2002-03, 2003-04, 2004-05
- Coppa del Re: 2

2002-03, 2006-07
- Coppa di Polonia: 1

2015-16
- Coppa Italia di Serie A2: 1

2011-12
- Supercoppa spagnola: 3

2002, 2003, 2006

### Nazionale (competizioni minori)
- European League 2007

### Premi individuali
- 2005 - Campionato europeo: Miglior attaccante
- 2007 - European League: Miglior ricevitore